# Antonio Scotti
Pour les articles homonymes, voir Scotti.
Antonio Scotti (né le 25 janvier 1866, mort le 26 février 1936, à Naples) est un chanteur lyrique italien, baryton.
Il a été un des principaux artistes du Metropolitan Opera House à New York pendant plus de 30 ans mais il chanta aussi au Royal Opera House à Covent Garden.